# Karaoğlak, Kozluk
Karaoğlak là một xã thuộc huyện Kozluk, tỉnh Batman, Thổ Nhĩ Kỳ. Dân số thời điểm năm 2011 là 569 người.